# Krakatoa, est di Giava
Krakatoa, est di Giava (Krakatoa, East of Java) è un film del 1968 diretto da Bernard L. Kowalski, con protagonisti Maximilian Schell e Diane Baker.

## Trama
La storia narra di una vicenda legata alla grandiosa eruzione del Krakatoa in Indonesia nel 1883.

## Inesattezza nel titolo
La caldera vulcanica del Krakatoa (oggi quasi totalmente sommersa e di cui sono visibili solo piccole isole emerse come Anak Krakatau) nella realtà si trova ad ovest di Giava, anziché ad est come suggerisce il titolo. La produzione si rese conto dell'errore geografico solo dopo che il film era quasi del tutto girato; decisero così di tralasciare l'accuratezza geografica, ritenendo troppo costoso rifare il materiale girato.

## Produzione
Le riprese avvennero nell'ottobre del 1967; gli interni vennero realizzati agli studi di Cinecittà a Roma e a Madrid presso i Samuel Bronston Studios e ai Sevilla Films. Per la parte del protagonista la produzione cercò in tutti i modi di reclutare Kirk Douglas, ma l'accordo non venne mai raggiunto; nel maggio 1967 fu annunciato che Robert Ryan si era unito al cast, ma quel ruolo venne poi assegnato a Maximilian Schell. Jacqueline Chan venne doppiata da Nikki Van der Zyl. Il produttore William R. Forman fece pressioni per fare entrare nel cast Barbara Werle, che all'epoca era la sua fidanzata. Nella versione originale Rossano Brazzi e Sal Mineo interpretano i signori Mangiacavallo, padre e figlio, che nell'edizione italiana diventano i signori Borghese. Il bambino Peter, alla fine ritrovato e assicurato alle cure della madre (Diane Baker), è interpretato da Peter Kowalski, che nella vita è il figlio del regista.

## Distribuzione
Il film venne distribuito nelle sale cinematografiche statunitensi dalla Cinerama Releasing Corporation il 14 maggio 1969. In Italia venne proiettato dal giugno 1969.
Con il successo del film Terremoto (1974) e del suo processo Sensurround, questo film venne ridistribuito nelle sale in Europa a metà degli anni '70, con il nuovo titolo "Volcano" e con l'aggiunta di Sensurround.